# Ed McMahon
Pour les articles homonymes, voir McMahon.
Ed McMahon, né le 6 mars 1923 à Détroit, Michigan (États-Unis) et décédé le 23 juin 2009 à Los Angeles Californie, est un humoriste américain, présentateur de jeux télévisés et annonceur. Il est surtout connu pour avoir été l'annonceur et partenaire de Johnny Carson dans son émission The Tonight Show Starring Johnny Carson de 1962 à 1992.